# 龍正院
龍正院（りゅうしょういん）は、千葉県成田市滑川にある天台宗の寺院。山号は滑河山。本尊は十一面観世音菩薩で、坂東三十三観音第28番札所である。通称は滑河観音（なめかわかんのん）。
本尊真言：おん まか きゃろにきゃ そわか
ご詠歌：音に聞く滑河寺の朝日ヶ渕（けさがふち） あみ衣にてすくふなりけり

## 歴史
承和5年（838年）、滑河城主の小田将治が発願し、慈覚大師円仁が開山したと伝えられる。本尊の体内に納められている1寸2分の観音像は、小田将治が出会った老僧が小田川よりすくい上げたものとされている。

## 伽藍
- 観音堂:入母屋造で元禄9年（1696年）江戸幕府5代将軍徳川綱吉の寄進により再建されたもの（県指定有形文化財）。
- 仁王門:文亀年間（1501年 - 1504年）に再建されたもの（国の重要文化財）。

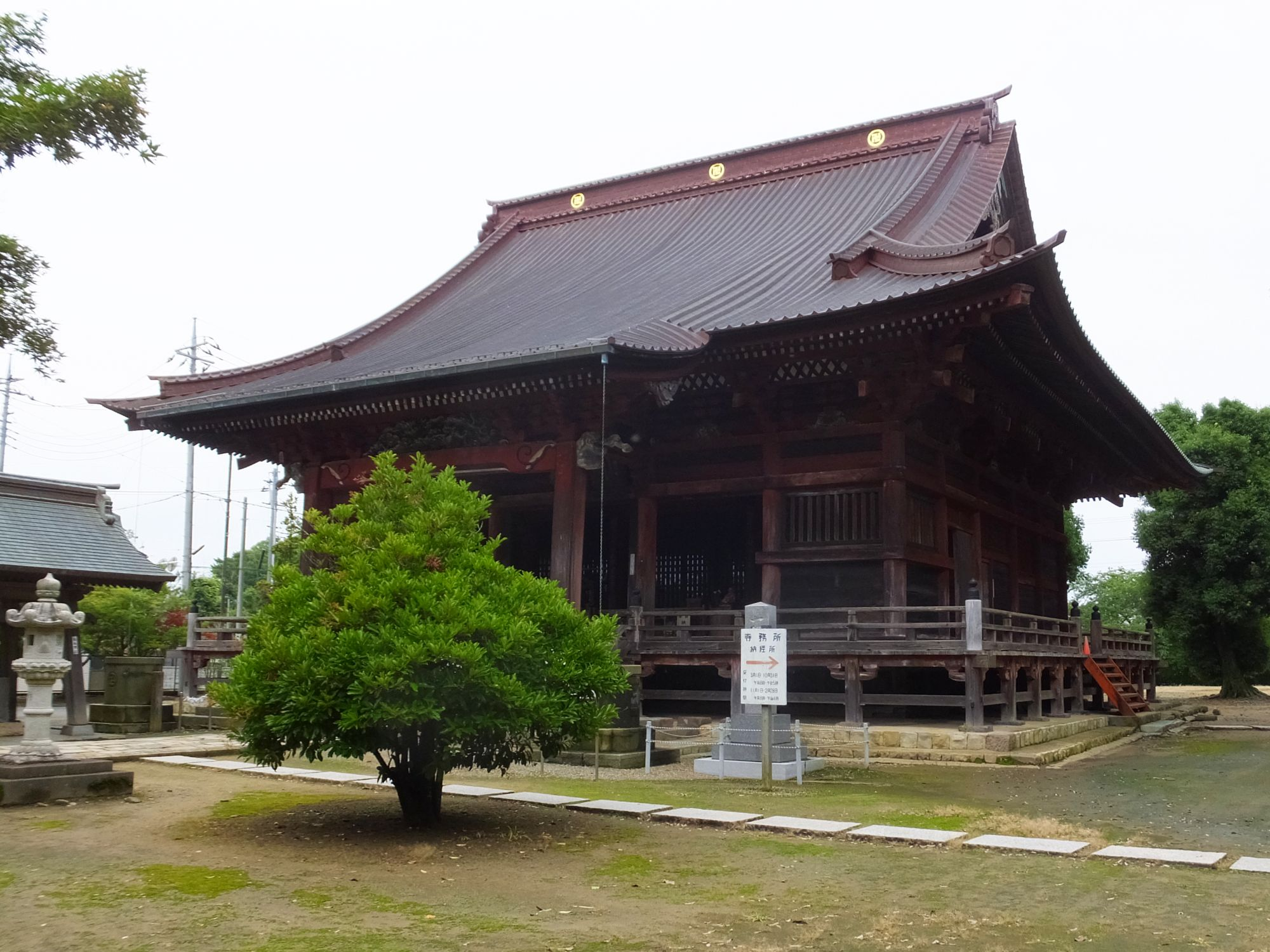
観音堂（千葉県指定文化財）
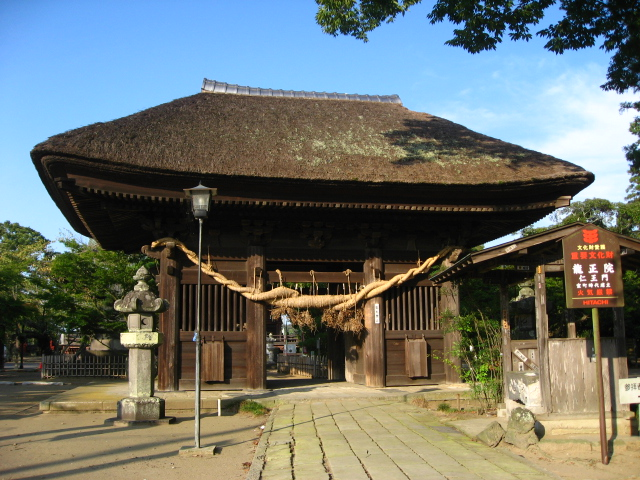
仁王門（重要文化財）

## 文化財

### 重要文化財（国指定）
- 仁王門 - 室町時代後期（1504年頃の建立。三間一戸八脚門、寄棟造、茅葺。大正5年（1916年）05月24日指定。

### 千葉県指定有形文化財
- 観音堂
- 鋳銅鰐口
- 銅造宝篋印塔 附:銅造棟札1枚

## 所在地
- 千葉県成田市滑川1196

## 交通
- 成田線（JR東日本）滑河駅下車 徒歩20分
- 成田線滑河駅・久住駅または京成成田駅東口から成田市コミュニティバス（水掛ルート）にて「滑河観音前」下車

## 前後の札所
坂東三十三観音
27 円福寺 (銚子市)　--　28 龍正院　--　29 千葉寺